# Sternreihe
Als Sternreihe wird in der älteren Astronomie eine linienartige Struktur oder Abfolge von drei oder mehr Fixsternen bezeichnet, die am Sternhimmel eng benachbart sind oder relativ gleichmäßige Abstände aufweisen. Im Gegensatz dazu gibt es die Sternzüge, welche nicht linienartig sein müssen.

Während viele dieser Sternlinien zufällig sind, sind sie in Sternhaufen auch durch die gemeinsame Entstehung dieser gleich alten Sonnen zu erklären.
In der Nähe des schimmernden Bandes der Milchstraße gibt es mehr freiäugig sichtbare Sternreihen als außerhalb, was durch die höhere Sterndichte bedingt ist. Insbesondere am Winterhimmel sind einige Sternreihen auffällig. Wieweit sie über eine zufällige Wahrscheinlichkeit hinausgehen, ist noch nicht eindeutig analysiert.

## Freiäugig erkennbare Sternreihen
Sternreihen prägen die Gestalt vieler Sternbilder, beispielsweise der Schlange und Wasserschlange, des Drachen, des Flusses Eridanus oder des Skorpions.
Eine sehr bekannte Sternreihe ist der Oriongürtel mit drei genau gleichabständigen hellen Sternen, die es in dieser Form kein zweites Mal am Himmel gibt. Überdies zeigen sie auf den hellsten Fixstern des gesamten Sternhimmels, den Sirius. Nur fünf Grad tiefer sieht man eine weitere (schwächere) Sternreihe, das sogenannte Schwertgehänge. Es besteht aus drei noch gut sichtbaren Sternen, dessen mittlerer sich im Feldstecher als der bekannte Orionnebel entpuppt.

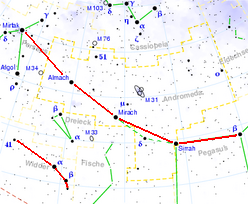
Die Fünfsternreihe (Perseus-Andromeda-Pegasus) und südlich davon das Sternbild Widder

An klaren Herbstabenden ist die im Osten hochsteigende Fünfsternreihe aus fünf Sternen 2. Größe zu sehen. Die langgestreckte, regelmäßige Sternreihe, der Widmann/Schütte den Charakter eines eigenen Sternbildes zuschreiben, beginnt im Perseus, enthält drei Sterne der Andromeda und endet im Pegasus.
Etwa 15° südlicher bildet das Sternbild Widder eine Konstellation, die eine flach geöffnete logarithmische Spirale darstellt: Vier Sterne, deren Abstand sich jeweils halbiert und deren Verbindungslinien immer weiter nach rechts drehen (siehe Bild).
Unter den weiteren etwa 20 freiäugig sichtbaren Sternreihen des Himmels sind noch der Pfeil (3–4 Sterne), die Längsachse des Schwans (fünf Sterne) und die oberen fünf Gestirne des Großen Wagens hervorzuheben. Letztere sind zwar nicht ganz regelmäßig angeordnet, zählen aber bis auf den mittleren zu den 30 hellsten Sternen des Nordhimmels.

## Weitere Sternreihen bzw. Sternketten
Auch im Detail – etwa bei der Fernrohrbeobachtung von Sternhaufen – gibt es überraschend viele Sternreihen, was mit der gruppenweise Sternentstehung zusammenhängen könnte. Diesbezügliche Untersuchungen von offenen Sternhaufen nahm u. a. Wilhelm Schur im Sternbild Perseus vor; auch neuere Werke wie Feiler/Noack betonen solche auffälligen Konstellationen an etwa 30 der Messier-Objekte, die schon in Amateurfernrohren deutlich zu sehen sind. Auch einige gut auflösbare Kugelsternhaufen zeigen derartige Strukturen [siehe Stoyan 2006], u. a. M12 und M13.